# جرج تی. میلر
جرج تی. میلر (انگلیسی: George T. Miller؛ زادهٔ ۱۹۴۳ میلادی - درگذشتهٔ ١٧ فوریهٔ ٢٠٢٣) کارگردان فیلم اهل استرالیا بود.
از فیلم‌ها یا مجموعه‌های تلویزیونی که وی در آن‌ها نقش داشته است می‌توان به در برابر باد اشاره نمود.